# Кубок Люксембургу з футболу 2019—2020
Кубок Люксембургу з футболу 2019–2020 — 95-й розіграш кубкового футбольного турніру в Люксембурзі. Титул захищав Ф91 Дюделанж. У зв'язку з Пандемією COVID-19 22 квітня 2020 року Федерація футболу Люксембургу вирішила припинити проведення турніру. Переможець визначений не був.

## Календар
| Раунд            | Дата                | Матчі | Клуби     |
| ---------------- | ------------------- | ----- | --------- |
| Попередній раунд | 4 вересня 2019      | 4     | 104 → 100 |
| Перший раунд     | 5-8 вересня 2019    | 36    | 100 → 64  |
| 1/32 фіналу      | 21-22 вересня 2019  | 32    | 64 → 32   |
| 1/16 фіналу      | 9-10 листопада 2019 | 16    | 32 → 16   |
| 1/8 фіналу       | 7-8 грудня 2019     | 8     | 16 → 8    |
| 1/4 фіналу       |                     | 4     | 8 → 4     |
| 1/2 фіналу       |                     | 2     | 4 → 2     |
| Фінал            |                     | 1     | 2 → 1     |

## Регламент
Згідно з регламентом клуби Національного футбольного дивізіону Люксембургу стартують з 1/32 фіналу. На всіх стадіях команди грають по одному матчу.

## 1/16 фіналу
| Команда 1                        | Рахунок | Команда 2                 |
| -------------------------------- | ------- | ------------------------- |
| 9 листопада 2019                 |         |                           |
| Женесс (Юнглінстер) (2)          | 1:2     | Женесс (Еш)               |
| РМ Гамм Бенфіка (2)              | 1:2     | Свіфт (2)                 |
| 10 листопада 2019                |         |                           |
| Штайнфорт (3)                    | 0:2     | Вікторія Роспорт          |
| Беттембург (3)                   | 6:0     | Бло-Вайс Медернах (2)     |
| Келен (3)                        | 1:0 дч  | Мамер 32 (2)              |
| Еш (2)                           | 4:0     | Кер'єнґ (2)               |
| Мондеркаж (2)                    | 4:0     | Алісонтія (Штайнсель) (2) |
| Женесс (Канах) (2)               | 2:0     | Етцелла                   |
| Лоренцвайлер (3)                 | 0:5     | Прогрес                   |
| Бло-Вайсс (Ітціг) (4)            | 2:4     | Діфферданж 03             |
| Роданж 91                        | 1:3     | Мондорф-ле-Бен            |
| Уніон (Мертерт-Вассербілліг) (2) | 0:2     | Ф91 Дюделанж              |
| Вільц (2)                        | 2:0     | Блу Бойс (Мюхленбах)      |
| Расінг                           | 5:1     | Гостерт                   |
| Уніон Тітус Петанж               | 1:2     | Фола                      |
| Рюмеланж (2)                     | 0:4     | УНА Штрассен              |

## 1/8 фіналу
| Команда 1      | Рахунок      | Команда 2          |
| -------------- | ------------ | ------------------ |
| 7 грудня 2019  |              |                    |
| Ф91 Дюделанж   | 4:1          | Мондорф-ле-Бен     |
| Вільц (2)      | 3:0          | Женесс (Еш)        |
| 8 грудня 2019  |              |                    |
| Беттембург (3) | 0:3          | Вікторія Роспорт   |
| Мондеркаж (2)  | 1:1 пен. 4:2 | Фола               |
| Свіфт (2)      | 5:0          | Женесс (Канах) (2) |
| Келен (3)      | 0:3          | Прогрес            |
| Еш (2)         | 0:1          | Діфферданж 03      |
| Расінг         | 5:1          | УНА Штрассен       |